# Phare de la Revellata
Le phare de la Revellata, aussi appelé phare du golfe de Calvi, balise la côte nord-ouest de l'île française de Corse, du golfe de Galéria (sud) aux côtes des Agriates (est).

## Situation
Le phare est situé à la pointe de la Revellata, la presqu'île éponyme sur la commune de Calvi en Haute-Corse. Il est accessible par une piste démarrant de la route D81b entre Calvi et Luzzipeo, au-dessus de l'anse de Recisa.

## Historique
Le programme d'illumination de l'île n'avait pas été étudié en 1825 par Augustin Fresnel. En 1838 il est décidé d'implanter cinq phares de premier ordre pour ceinturer l'île. Le premier sera celui des îles Sanguinaires au sud-ouest. Il sera suivi de ceux de Pertusato et de la Chiappa au sud ; enfin le phare de la Revellata à l'ouest, avant celui de la Giraglia au nord.
La construction du phare est commence 1838, le port de Calvi prenant son essor. Il est allumé le 1er décembre 1844 : feu blanc fixe. Il fonctionne alors à l'huile végétale.

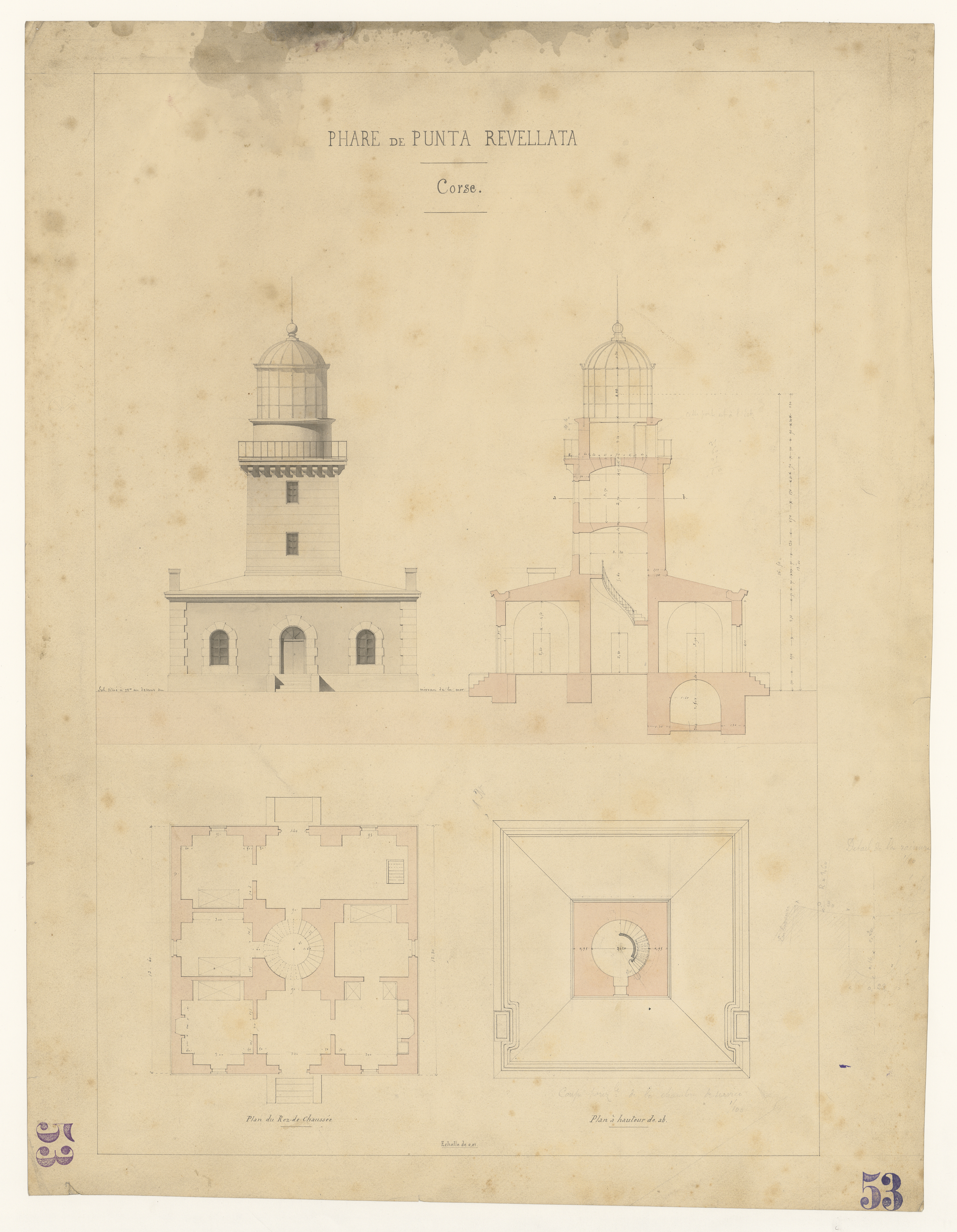
Phare de Punta Revellata. Corse.

Le feu est remplacé en 1906 par un feu à 2 éclats blancs toutes les 10 secondes (combustible : vapeur pétrole).

## Phare actuel
Le phare actuel est une maison-phare (tour carrée, centrée sur un soubassement rectangulaire). Il est en pierre maçonnée, avec enduit lisse et angles en pierres apparentes.
Il est désormais automatisé et télécontrôlé depuis Bastia.
Il est équipé d'un radiophare audible à plus de 100 milles.
Identifiant : ARLHS : COR-004 - Amirauté : E0918 - NGA : 8044 .

## Patrimoine culturel
Le phare de la Revellata aussi appelé « Phare du golfe de Calvi » (Etablissement de signalisation maritime no  1638/000), est repris à l'Inventaire général du patrimoine culturel, dossier versé le 12 décembre 2003.

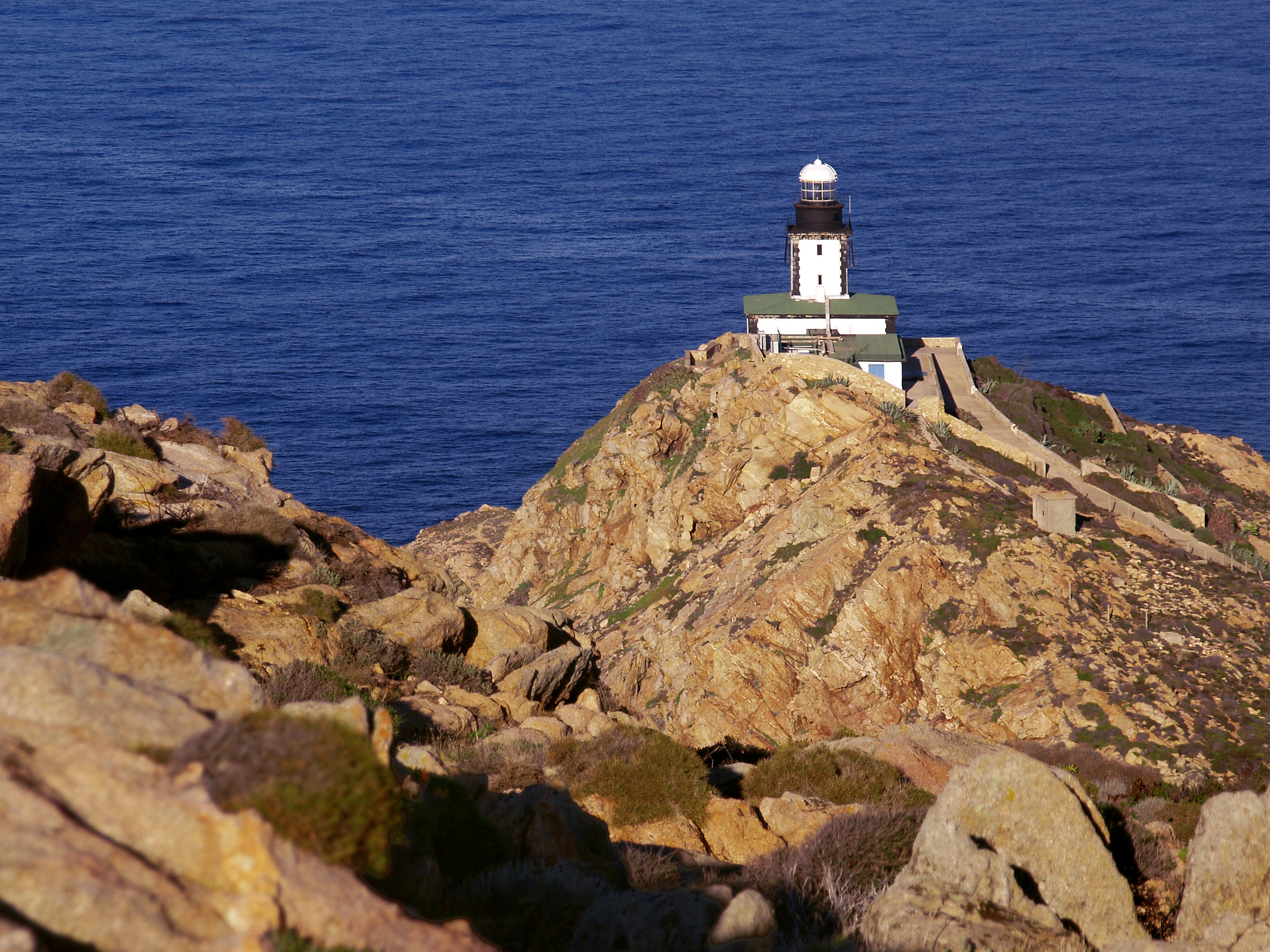
Le phare de la Revellata.
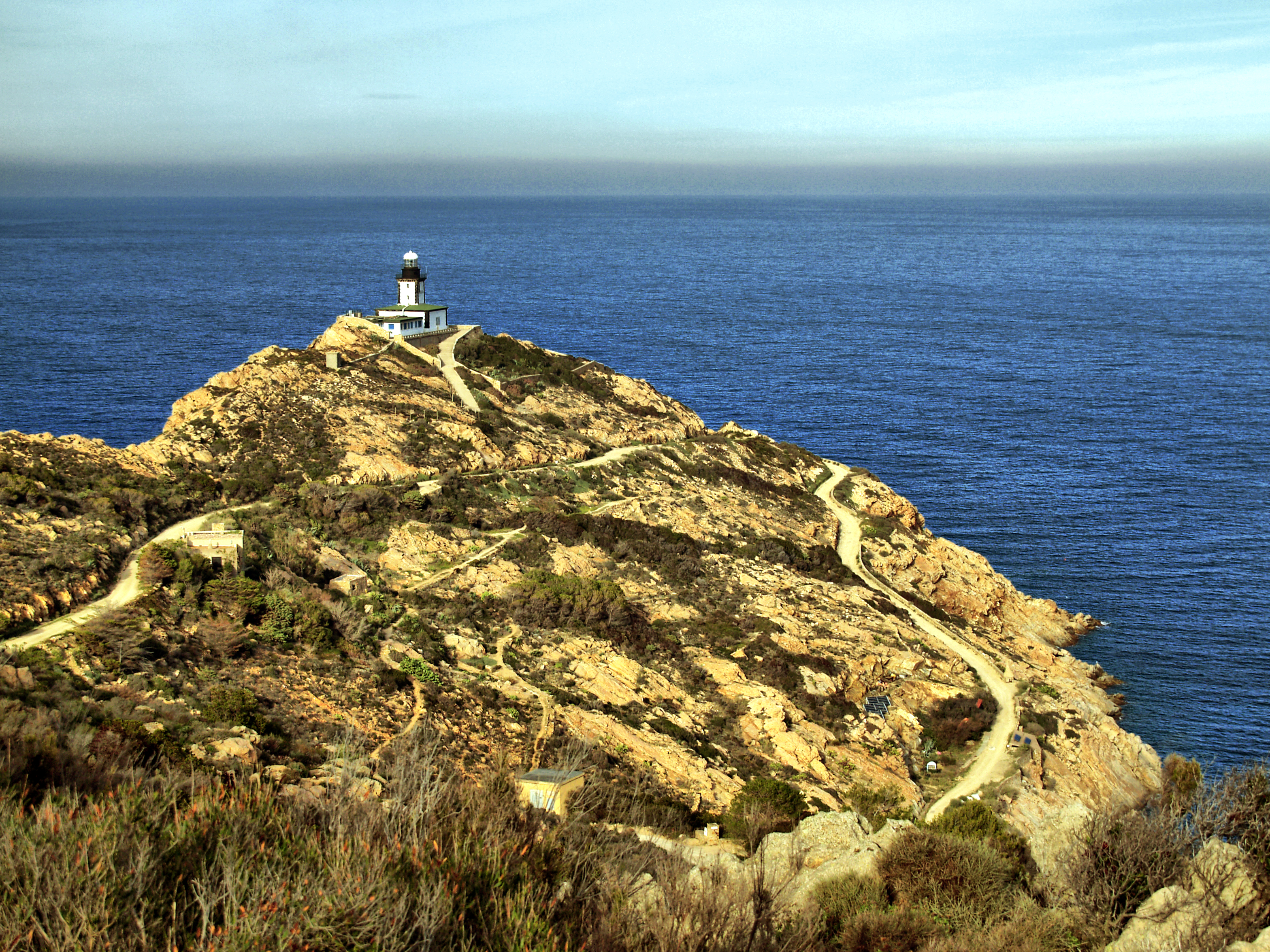
Le phare de la Revellata.
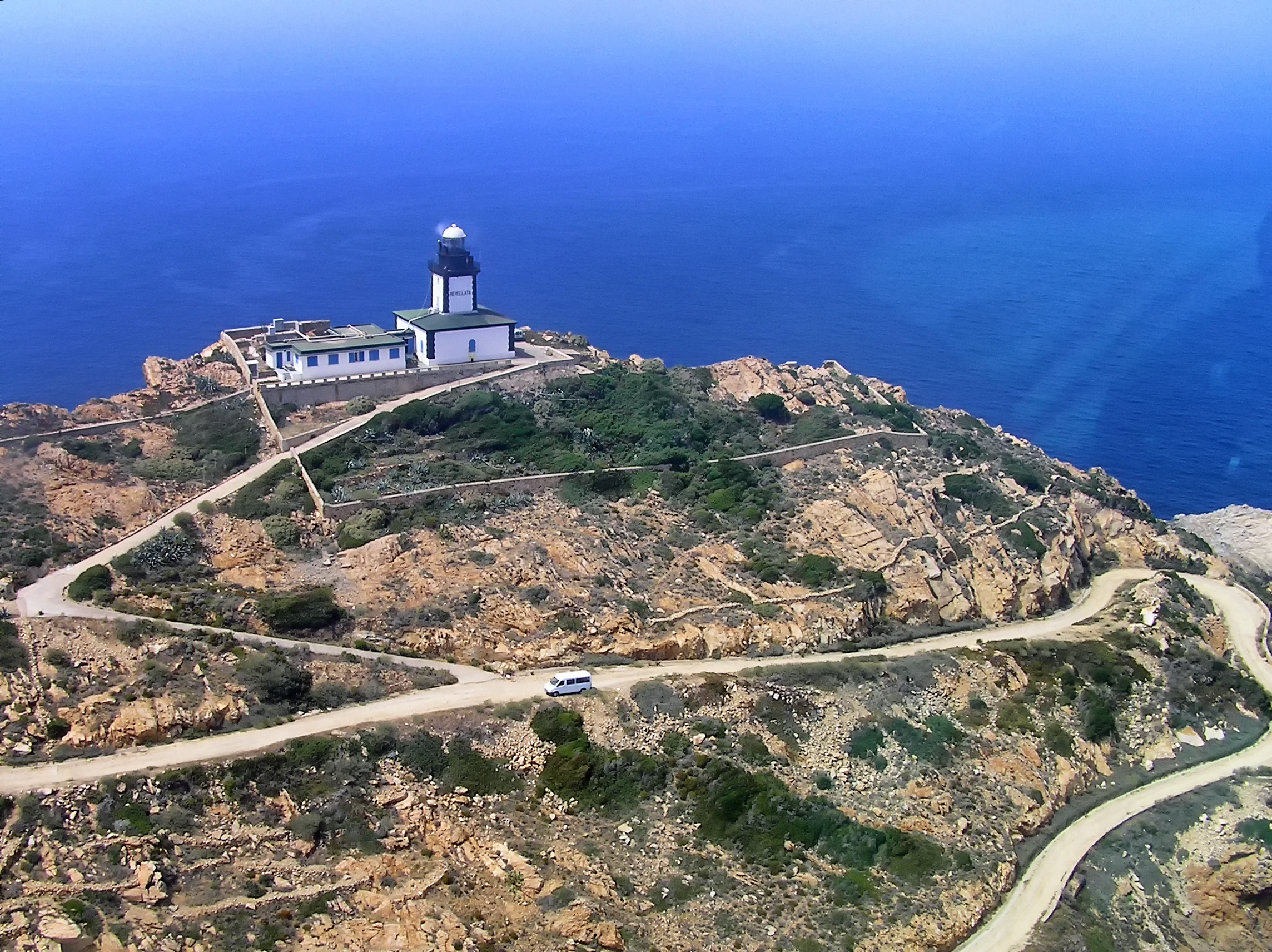
Vue aérienne.

### Liens  externes
- Photographie
- (en) Lighthouses of France: Corse (Corsica)